# Hjorten (Rumskulla socken, Småland)
Hjorten är en sjö i Vimmerby kommun i Småland och ingår i Motala ströms huvudavrinningsområde. Sjön är 21 meter djup, har en yta på 1,03 kvadratkilometer och är belägen 159,1 meter över havet. Sjön avvattnas av vattendraget Lillån. Vid provfiske har bland annat abborre, bergsimpa, gädda och löja fångats i sjön.

## Delavrinningsområde
Hjorten ingår i det delavrinningsområde (639649-148107) som SMHI kallar för Utloppet av Hjorten. Medelhöjden är 189 meter över havet och ytan är 11,64 kvadratkilometer. Det finns ett avrinningsområde uppströms, och räknas det in blir den ackumulerade arean 43,87 kvadratkilometer. Lillån som avvattnar avrinningsområdet har biflödesordning 3, vilket innebär att vattnet flödar genom totalt 3 vattendrag innan det når havet efter 243 kilometer. Avrinningsområdet består mestadels av skog (77 procent). Avrinningsområdet har 1,03 kvadratkilometer vattenytor vilket ger det en sjöprocent på 8,9 procent.

## Fisk
Vid provfiske har följande fisk fångats i sjön:
- Abborre
- Bergsimpa
- Gädda
- Löja
- Mört
- Sik